# 法切萊
法切萊股份有限公司，簡稱法切萊股份，以及法切萊（法語：FONCIÈRE EURIS），1970年在法國成立，也是由法國政府持有。
除了經營商店外，還包括地產、旅遊、自助餐厅、食品加工、照相服务连锁等行業，另外，也持有瑞雷公司（英語：RALLYE）79%、卡西諾集團等股權。

## 與法國蝴蝶夫人國際化妝品關係
根據其他網上資料，法切萊，以及法國蝴蝶夫人國際化妝品，絕對沒關係，也不是控股公司。

## 連結
- Fonciere-Euris.fr （页面存档备份，存于）